# Unna tjerusj
Unna tjerusj, tidigare Sörkaitums sameby, är en av tre fjällsamebyar i Gällivare kommun.

## Byområde

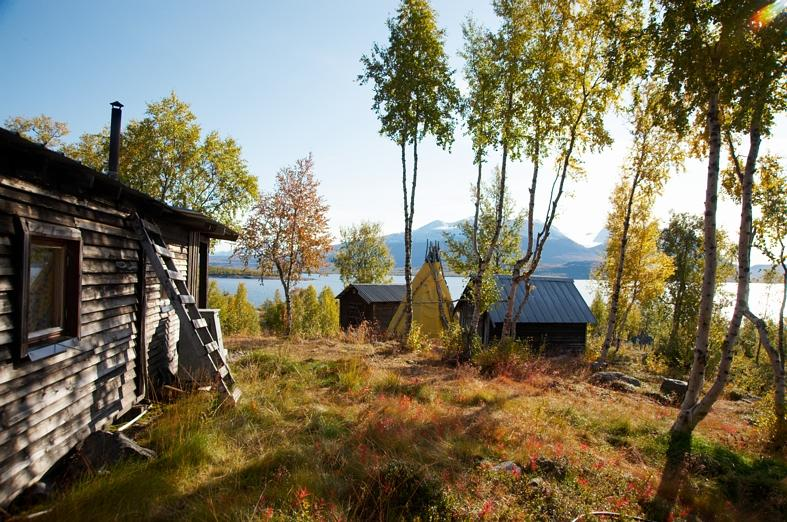
Bild från Östra Ritjemjåkks sameviste strax utanför Ritsem.

Åretruntmarkerna ligger norr om sjöarna i Luleälvens sjösystem, från norra sidan av Tysfjorden till järnvägen mellan Luleå och Gällivare. Renarnas kalvningsområden finns på högfjället kring Ritsem och sommarbeten vid fjällryggar som Gálavárddo och på norska sidan av gränsen.

## Näringsutövning
I Unna tjerusj finns 36 registrerade renskötselföretag (2014). Det högsta tillåtna renantalet är 8 000 djur i vinterhjorden.

## Historia
På 1500-talet var Lule lappmark indelad i fyra historiska lappbyar, Sirkesluokta, Suoksjokk, Tuorponjaur och Jokkmokk. Sirkesluokta, namngiven efter viken Sirgesluokta på södra sidan om Stora Lulevatten, omfattade bland annat det område som nu utgör Unna tjerusj sameby. Den norra delen av Sirkesluoktabyn, där byn ligger, utbröts under 1600-talet som byn Kaitumjaur. År 1695 fanns där 45 skattebetalare, varav 37 med namngivna lappskatteland: Jokaswalda, Koudelus, Kajtomjaur (Kaitumsjöarna), Stimitz kietz, Sockas, Hiertawarj (Stuor-Jiertá N om Padje-Kaitumjaure), Rosipota, Koudeliswarj, Kiellijaur, Pirkawarj (Bierká vid Sitasjaure), Piriaigzwarj, Koriawarj (Gorjjačohkka NO om Kaska-Kaitumjaure), Waisawarj, Neskitt, Kiebbija, Poitiswarj (Buoiddasvárri vid Stuor-Ratek), Nuriowara, Paurowara, Rautouwara, Sittajaur (Sitasjaure), Kobejäck, Satajaur (Satihaure), Sangopolda, Moratiorfwou, Teratt och Hwtawarj.
Kaitumsamerna hade sedan 1605 sin kyrkplats i Jokkmokk, men i början av 1700-talet nåddes Sveriges riksdag av ryktet att de ännu inte hade blivit riktigt kristnade. År 1738 beslöt därför riksdagen att en ny kyrka skulle inrättas närmare Kaitumsamerna och Fredrik I befallde att varje matlag i hela Sverige skulle bidra med ett öre silvermynt. År 1742 reste missionärerna Pehr Högström och Petrus Holmbom runt i Kaitumbyn och bestämde tillsammans med samerna att påsken skulle firas i närheten av Malmberget. Inte långt därifrån anlades 1744 Gällivare gamla kyrka, kallad Ettöreskyrkan.
I början av 1800-talet var Kaitumsamerna indelade i två byar, Norrkaitum och Sörkaitum, med Kaitumälven som skiljelinje. Den nuvarande indelningen av fjällsamerna i Gällivare kommun i tre byar tillkom genom ett beslut 1887, varvid Sörkaitum uppdelades i Mellanbyn och Sörkaitum. Samerna själva kallade Norrkaitum för Kirjas (efter vattendraget Girjásjohka), Mellanbyn för Baste tjeru (efter den lilla sjön Bástejávre) och Sörkaitum för Unna tjerutj ("Lilla byn").
Unna tjerusj förlorade viktiga kalvningsland i samband med Akkajaures uppdämning genom anläggandet av Suorvadammen med början 1923.